# Haasenburg
Die Haasenburg GmbH – Therapeutisches Kinder-, Jugend- und Elternzentrum war ein Unternehmen im Bereich der Heimerziehung in Brandenburg (Amtsgericht Cottbus HRB 7436, nunmehr Amtsgericht Jena, HRB 511125). Sie betrieb Einrichtungen für die geschlossene Heimunterbringung von Kindern und Jugendlichen. In den Heimen waren Minderjährige unter anderem aus Berlin, Brandenburg, Hamburg, Niedersachsen, Bayern und Nordrhein-Westfalen untergebracht. Die Unterbringungsbedingungen standen in der öffentlichen Kritik. Im November 2013 veranlasste die verantwortliche Ministerin Martina Münch die Schließung der Einrichtungen im Dezember 2013. Mittlerweile haben des Verwaltungsgericht Cottbus am 23. November 2023 und das Oberverwaltungsgericht Berlin-Brandenburg im Juli 2024 rechtskräftig festgestellt, dass diese Schließung rechtswidrig war.

## Unternehmen
| Einrichtung                 | Adresse                                                    | Plätze | Lage                            |
| --------------------------- | ---------------------------------------------------------- | ------ | ------------------------------- |
| Haus Neuendorf / Verwaltung | Wutscherogge 1, 15910 Unterspreewald (OT Neuendorf am See) | 60     | 52° 7′ 47,3″ N, 13° 55′ 30,7″ O |
| Haus Jessern                | Am Babenberg 9, 15913 Schwielochsee (OT Jessern)           | 30     | 52° 1′ 58,4″ N, 14° 11′ 28,9″ O |
| Haus Müncheberg             | Seelower Straße 7f, 15374 Müncheberg                       | 24     | 52° 29′ 56,9″ N, 14° 9′ 51″ O   |
|                             | Berlin-Karow                                               |        |                                 |

Das Unternehmen entstand um das Jahr 2002. Einziger Gesellschafter des Unternehmens war Christian Dietz. Dietz war in der Kinder- und Jugendpsychiatrie des Asklepios Fachklinikums Lübben unter Wolfram Kinze tätig. Der Name der Einrichtung leitete sich aus seinem Geburtsnamen Christian Haase ab.
Sitz des Unternehmens war Neuendorf am See (Gemeinde Unterspreewald) in Brandenburg. 
Als Vorsitzender der internen Kontrollkommission bis Dezember 2012 und Vertreter des Unternehmens nach außen fungierte der Hamburger Rechtsanwalt und SPD-Funktionär Christian Bernzen. Sein Bruder, Hinrich Bernzen, war Pressesprecher der Haasenburg.
Geschäftsführer war bis zum 31. Oktober 2013 Mario Bavar; Nachfolger war Jörg Klingohr.
Das Unternehmen betrieb mindestens vier Standorte: Neuendorf am See seit 2002, Jessern, Müncheberg und Berlin-Karow. Die Einrichtungen boten Kindern, Jugendlichen und jungen Erwachsenen eine „intensivpädagogische Betreuung“. Das Mindestalter für die Aufnahme betrug vier Jahre. Die untergebrachten Personen wurden von Jugendämtern sämtlicher Bundesländer hierhin entsendet. Die Unterbringungssätze betrugen zwischen 300 und 500 Euro pro Tag.
Von den 114 Plätzen in den drei Heimen waren 56 für eine geschlossene Unterbringung vorgesehen. Mitte 2013 waren 75 Plätze belegt.

## Vorfälle und Untersuchungen
Die in den Medien berichteten Vorfälle reichen bis in das Jahr 2005 zurück. Das mehrmalige Fliehen von Jugendlichen und die Berichterstattung insbesondere in der taz führten zu einer Diskussion in den Medien und in der Politik über die Verhältnisse und Methoden in diesem Unternehmen.
Im Juni 2005 kam es zu einem Todesfall in Neuendorf am See (bei Alt-Schadow). Eine 15-jährige Insassin wurde erhängt an einer Schranktür gefunden.
Im Juni 2007 attackierte ein 17 Jahre alter Jugendlicher einen Betreuer mit einer Nagelschere. Das Landgericht Cottbus wies den Täter in die geschlossene Psychiatrie ein und kritisierte zugleich die Heimleitung: Man habe dem Jungen gestattet, Porno- und Horrorvideos zu konsumieren, Betreuer seien nur unzureichend ausgebildet gewesen und ein pädagogisches Konzept habe die Heimleitung bei ihrer Zeugenaussage vor Gericht nicht nachweisen können.
Am 31. Mai 2008 kam ein 16-jähriges Mädchen im Heim in Jessern durch einen Sturz aus dem Dachgeschoss zu Tode. Nach einem Bericht im Spiegel vom 4. August 2013 soll es sich von einem Erzieher sexuell bedrängt gefühlt haben. Das Mädchen hatte wenige Wochen vor ihrem Tod eine Strafanzeige gegen diesen Erzieher erstattet; das Ermittlungsverfahren wegen des Verdachts des sexuellen Missbrauchs von Schutzbefohlenen war eingestellt worden. Im Juni 2013 wurden Ermittlungen wegen des Todesfalls eingeleitet, nachdem die taz über Missstände berichtet hatte.
Im Jahr 2009 wurde der Stadt Hamburg bekannt, dass Erzieher bei einer Jugendlichen Telefongespräche mitgehört, private Post gelesen und Kleidungsstücke weggeschlossen hatten.
Im Zeitraum 2009 bis 2010 sei es laut internen Protokollen des Heimes durch „Anti-Aggressions-Maßnahmen“ bzw. bei einer „Situation“ bei drei Mädchen zu Knochenfrakturen insbesondere der Arme gekommen, berichtete die taz am 19. Juni 2013; dem Landesjugendamt lag eine Beschwerde einer behandelnden Physiotherapeutin vom Juli 2010 vor.
Eine Mutter monierte die Zustände 2009, weil sie Angst um ihren Sohn hatte. Die Antwort des Jugendamtes in Hamburg lautete, die Mutter müsse Vertrauen entwickeln, auch wenn sie einzelne Strafen nicht verstehe, ihre Haltung sei das Hauptproblem. Der in Hamburg zuständige Allgemeine Soziale Dienst riet der Mutter, selbst einen Therapeuten in Anspruch zu nehmen.
Die Fixierliegen wurden 2010 verboten.
Anfang 2012 stellte eine ehemalige Insassin (von 2006 bis 2008 in der Haasenburg) Anzeige wegen Körperverletzung gegen Mitarbeiter.
Nachdem frontal21 über die problematischen Verhältnisse in den Heimen der Haasenburg berichtet hatte, erklärte Ministerin Martina Münch im Juli 2012 gegenüber Neues Deutschland, die erteilten Auflagen seien „in allen Fällen zeitnah“ erfüllt worden.
Im Dezember 2012 gab es von den 15 jugendlichen Insassen aus Hamburg insgesamt neun Beschwerden; diese wurden im Hamburger Senat thematisiert.
Im Juni 2013 berichtete ein ehemaliger Insasse gegenüber der Hamburger Morgenpost aus seinem mehrjährigen Aufenthalt von monatelanger Isolation, stundenlangem Fixieren von Armen und Beinen, totaler Unterordnung und permanentem Drill.
Am 2. Juli 2013 flohen drei Jugendliche aus dem Standort Neuendorf am See. Die Jugendlichen berichteten von Demütigungen und Misshandlungen. Der jüngste von ihnen berichtete, er sei gezwungen worden, in eine Mülltonne zu steigen. Ein Junge aus Hamburg und ein Junge aus Saarbrücken wurden nach Neuendorf zurückgebracht; der dritte Junge wurde anderweitig untergebracht.
In der Schriftlichen Kleinen Anfrage des Abgeordneten Christoph de Vries an den Hamburger Senat vom 24. Juli 2013 wurde der mögliche Interessenkonflikt der Brüder Christian und Hinrich Bernzen angesprochen.
Die Staatsanwaltschaft Cottbus begann mit Ermittlungen gegen Erzieher und Heimbetreiber, wie im August 2013 bekannt wurde. Die Jugendministerin Martina Münch sprach einen Belegungsstopp bis zum 31. August 2013 aus. Zudem wurden drei Mitarbeiter auf Anweisung des Ministeriums zunächst suspendiert. Das Unternehmen bestritt die Vorwürfe.
Am 23. Juli 2013 wurde bekannt, dass ein 16-jähriger Heimbewohner mit Migrationshintergrund Strafantrag gegen einen Betreuer der Haasenburg GmbH gestellt hat. Er fühlte sich durch den Betreuer wegen seiner Herkunft rassistisch diskriminiert und beleidigt. Der Betreuer und andere Mitarbeiter sollen zudem T-Shirts mit der Aufschrift „Support 81“, einem Slogan der Hells Angels, und  „Kleidungsstücke mit rechtsradikalem Hintergrund“ im Dienst getragen haben. Ein Sprecher des Unternehmens erklärte, es seien interne Ermittlungen wegen der Vorwürfe eingeleitet worden.
Ende Juli 2013 berichtete die taz, dass im Abschlussbericht der Besuchskommission im staatlichen Auftrag unter Vorsitz des ehemaligen Chefarztes und Ärztlichen Direktors Wolfram Kinze vom 10. Oktober 2012 steht: „Die Befragung der Bewohnerinnen und Bewohner durch die Besuchskommission habe keine Kritikpunkte ergeben.“ Allerdings gebe es berufliche Beziehungen, so sei Kinze der ehemalige Vorgesetzte von Christian Dietz geb. Haase, des Inhabers des Unternehmens.
Am 16. August 2013 teilte das Unternehmen mit, dass der Standort Jessern aus wirtschaftlichen Gründen aufgegeben und 40 Mitarbeiter entlassen werden.
Am 26. August 2013 flohen erneut drei Jugendliche. Neben einem Mädchen handelte es sich um die zwei Jungen aus Hamburg und dem Saarland, die schon einmal im Juli weggelaufen waren. Beide waren 17 Jahre alt. Sie legten in der Nacht 45 km zurück. Sie wurden von einem Redakteur der taz im Kinder- und Jugendnotdienst in Berlin-Charlottenburg aufgesucht. Ein Junge floh aus dem Toilettenfenster, nachdem den Jugendlichen vom Notdienst mitgeteilt worden war, dass die Polizei sie in das Heim zurückbringen werde. Am 28. August 2013 waren der Junge aus Hamburg und das Mädchen zurückgebracht worden.  Der dritte Flüchtige, ein Junge aus Saarbrücken, wurde am folgenden Tag in das Heim in Neuenburg zurückgebracht. Von insgesamt fünf entflohenen Insassen 2013 wurden somit vier zurückgebracht, einer woanders untergebracht.
Ende August 2013 wurde der Aufnahmestopp für die Einrichtung in Neuendorf am See aufgehoben. Der Aufnahmestopp für den Standort in Müncheberg blieb bestehen. Nach Mitteilung des Ministeriums für Bildung, Jugend und Sport des Landes Brandenburg vom 29. August 2013 gebe es „keine Erkenntnisse zu einer möglichen Kindeswohlgefährdung“. Nach Angaben der Ministerin Martina Münch seien die Jugendämter aus dem gesamten Bundesgebiet, die schwierige Jugendliche in die geschlossene Unterbringung bei der Haasenburg einweisen, „grundsätzlich zufrieden“ mit der Haasenburg.
Am 29. Oktober 2013 flohen ein 17-jähriges Mädchen und ein 16-jähriger Junge aus dem Standort Neuendorf.
Jugendministerin Martina Münch setzte im Juni 2013 eine Untersuchungskommission ein. Am 1. November 2013 wurde ein 120-seitiger Untersuchungsbericht vorgelegt. Die Gesellschaft wies darauf hin, dass der Bericht nicht in einem Zusammenhang mit dem am gleichen Tage bekannt gewordenen Abschied des bisherigen Geschäftsführers stehe.
Am 6. November 2013 kündigte Ministerin Münch die Schließung aller drei Standorte an. Sie erklärte: „Ich halte die Einrichtungen der Haasenburg GmbH deshalb für nicht reformierbar.“ Sie sehe keine Alternative zur Schließung. Die Berliner Morgenpost urteilte: „Die dem Ministerium unterstellte Heimaufsicht hat versagt.“ Zuvor hatte sich der Brandenburgische Landtag, insbesondere der Ausschuss für Bildung, Jugend und Sport unter dem Vorsitz von Torsten Krause mehrfach für diesen Schritt ausgesprochen.
Die Ausreißerin, die auf Veranlassung des Jugendamts Altenburg am 7. November 2013 in die Einrichtung in Neuendorf am See zurückgebracht worden war, musste noch am selben Tage nach einer Auseinandersetzung mit zwei Betreuern mit einem Rettungswagen in eine Klinik gebracht werden.
Aufgrund der Anordnung und Fristsetzung des Landesjugendamtes verließen die letzten Kinder das Heim in Neuendorf am 19. Dezember 2013.

## Juristische Nachspiele
Der Betreiber legte gegen die Schließung Widerspruch ein. Vor dem Verwaltungsgericht Cottbus scheiterte der Betreiber im Januar 2014 zunächst mit einem Eilantrag auf Anordnung der aufschiebenden Wirkung des Widerspruchs gegen die Schließung.  Der Vergleichsvorschlag des Oberverwaltungsgerichts Berlin-Brandenburg. wurde durch Ministerin Münch abgelehnt.
Mit Urteil vom 23. November 2023 gab das Verwaltungsgericht Cottbus im Hauptsacheverfahren der Klage des Trägers statt und stellte fest, dass die Schließung im Jahr 2013 rechtswidrig war. Nach Ansicht des Gerichts ließ sich nicht feststellen, dass das Wohl der Kinder und Jugendlichen in den Einrichtungen der Haasenburg GmbH gefährdet gewesen sei. Außerdem sei auch nicht feststellbar gewesen, dass die Einrichtungen nicht bereit oder in der Lage gewesen seien, eine unterstellte Gefährdung abzuwenden.
Die Berufung wurde nicht zugelassen. Per Beschluss wies im Juli 2024 das Oberverwaltungsgericht Berlin-Brandenburg die Nichtzulassungsbeschwerde des Landes Brandenburg zurück. Weitere Rechtsmittel gegen das Urteil des Verwaltungsgerichts Cottbus sind damit nicht möglich.
Die Haasenburg GmbH reichte im Jahr 2014 Klage am Landgericht Potsdam ein, um Entschädigung vom Land Brandenburg einzufordern, und beantragte nach dem Urteil des VG Cottbus vom 23. November 2023 und dem Beschluss des OVG Berlin-Brandenburg aus dem Juli 2024 die Fortsetzung des zwischenzeitlich ruhenden Verfahrens. Die Höhe des Schadens wurde noch nicht beziffert. Laut Aussage des Rechtsanwalts des Unternehmens wird es ein mehrstelliger Millionenbetrag werden.
Die Staatsanwaltschaft Cottbus ermittelte mit Stand Dezember 2013 wegen Misshandlungsvorwürfen in etwa 70 Fällen gegen Erzieher und Betreiber. Im Januar 2015 wurde ein 29 Jahre alter Erzieher vom Gericht wegen sexuellen Missbrauchs zu einer Geldstrafe verurteilt, weil er mehrfach Geschlechtsverkehr mit einer 15 Jahre alten Heiminsassin gehabt hatte.
Die Haasenburg GmbH wurde 2015 an einem anderen Standort eingetragen (Amtsgericht Jena, HRB 511125) mit Dietz als Prokuristen.
Nach Angaben der taz wurden auch Dienstaufsichtsbeschwerden gestellt.
Das Verfahren zu Entschädigungszahlungen ist noch nicht abgeschlossen. (Stand März 2023)

## Reaktionen
Im Dezember 2012 kritisierte Michael Lindenberg, Evangelische Hochschule für Soziale Arbeit & Diakonie: „Es gibt begründete Anhaltspunkte dafür, dass dort nicht kindgerecht mit ihnen umgegangen wird. Dem sollte nachgegangen werden.“
Verschiedene Institutionen riefen 2013 zur Schließung der Einrichtungen auf. Im April und im Mai 2013 forderte ver.di, Hamburg solle keine Kinder mehr in der Haasenburg unterbringen. Im Juli 2013 sprach sich ver.di gegen die geschlossene Heimunterbringung aus. Der Evangelische Erziehungsverband bezeichnete die in den „Allgemeinen Regeln der Haasenburg“ beschriebenen Maßnahmen als grundgesetzwidrig und verlangte den Entzug der Betriebserlaubnis. Ines Pohl, Chefredakteurin der taz, forderte im Juli 2013 die Schließung der Einrichtungen der Haasenburg GmbH. netzwerkB forderte im September 2013 die Schließung der Haasenburg, den Rücktritt von Ministerin Münch und eine stärkere Kontrolle der Verwaltung. Am 3. Dezember 2013 forderte die Deutsche Gesellschaft für Kinder- und Jugendpsychiatrie, Psychosomatik und Psychotherapie die Schließung der Heime der Haasenburg GmbH.
Der Psychologe André Kellner, der in einem Projekt von Karl-Heinz Brisch und Anke Laukemper an der Universität München an der Aufarbeitung der Folgen arbeitet, warnte 2014 ausdrücklich vor einer Wiedereröffnung: „Wenn der oder die Täter nicht vom Staat zur Rechenschaft gezogen werden, sondern ihnen zugesprochen wird, weiter zu machen, ist das gelinde gesagt ein Schock für die Betroffenen. Da bricht wieder alles zusammen.“
Das ehemalige Heimkind und Insassin Christina Witt sammelte bis April 2014 in einer Petition über change.org über 40.000 Unterschriften für eine endgültige Schließung der Einrichtungen der Haasenburg. Anlass war der Vergleichsvorschlag des Oberverwaltungsgerichts Berlin-Brandenburg. Witt übergab 39.226 Unterschriften an Justizministerin Münch.